# Niekasieck
Niekasieck (biał. Мікасецк; ros. Некасецк) – wieś na Białorusi, w obwodzie mińskim, w rejonie miadzielskim, w sielsowiecie Słoboda.
Znajduje się tu parafialna cerkiew prawosławna pw. Świętej Trójcy.

## Historia
W czasach zaborów wieś w wołoście Miadzioł powiatu wilejskiego guberni wileńskiej Imperium Rosyjskiego.
W dwudziestoleciu międzywojennym zaścianek leżał w Polsce, w województwie wileńskim, w powiecie duniłowickim (od 1926 postawskim), w gminie Miadzioł.
Według Powszechnego Spisu Ludności z 1921 roku zamieszkiwało tu 95 osób, 18 było wyznania rzymskokatolickiego, 83 prawosławnego a 4 mojżeszowego. Jednocześnie 3 mieszkańców zadeklarowało polską przynależność narodową, 88 białoruską a 4 żydowską. Było tu 18 budynków mieszkalnych. W 1931 w 22 domach zamieszkiwało 133 osoby.
Miejscowość należała do parafii rzymskokatolickiej w Miadziole Starym i miejscowej prawosławnej. Podlegała pod Sąd Grodzki w Miadziole i Okręgowy w Wilnie; właściwy urząd pocztowy mieścił się w Miadziole.
W 1938 roku miejscowość należała do gromady Niekasieck gminy Miadzioł.
Po agresji ZSRR na Polskę w 1939 roku wieś znalazła się w granicach BSRR. W latach 1941–1944 była pod okupacją niemiecką. Następnie leżała w BSRR. Od 1991 roku w Republice Białorusi.
W 1940 został utworzony sielsowiet z centrum w Niekasiecku. Od 1954 do 1957 miejscowość w składzie sielsowietu Miadzioł, do 2006 w składzie sielsowietu Dziahile.